# Водне поло на Чемпіонаті світу з водних видів спорту 2013
Змагання з водного поло на Чемпіонаті світу з водних видів спорту 2013 тривали з 21 липня до 3 серпня у Водному комплексі Берната Пікорнелла в Барселоні (Іспанія).

## Медальний залік

### Таблиця медалей
| Місце               | Країна              | Золото | Срібло | Бронза | Загалом |
| ------------------- | ------------------- | ------ | ------ | ------ | ------- |
| 1                   | Угорщина            | 1      | 0      | 1      | 2       |
| 2                   | Іспанія             | 1      | 0      | 0      | 1       |
| 3                   | Австралія           | 0      | 1      | 0      | 1       |
| 3                   | Чорногорія          | 0      | 1      | 0      | 1       |
| 5                   | Хорватія            | 0      | 0      | 1      | 1       |
| Загалом (5 збірних) | Загалом (5 збірних) | 2      | 2      | 2      | 6       |

### Чоловіки
| Золото | Срібло | Бронза |
| Угорщина Аттіла Декер Віктор Надь Бенце Баторі Крістіан Беде Адам Декер Міклош Гор-Надь Балаж Харай Норберт Гошнянські Норберт Мадараш Мартон Сівош Даніель Варга Денеш Варга Мартон Вамош | Чорногорія Здравко Радич Драшко Бргулян Вєкослав Паскович Антоніо Петрович Дарко Бргулян Уго Грузія Младжан Янович Нікола Янович Александар Івович Саша Мішич Філіп Кліковач Предраг Йокич Мілош Щепанович | Хорватія Йосип Павич Лука Лончар Іван Мілакович Фран Пашквалін Маро Йокович Лука Букич Петар Муслім Андро Бушлє Сандро Сукно Нікша Добуд Анджело Шетка Пауло Обрадович Марко Біяч |

### Жінки
| Золото | Срібло | Бронза |
| Іспанія Марта Бах Андреа Блас Анна Еспар Лаура Естер Марія Гарсія Патрісія Еррера Лаура Лопес Она Месегер Лорена Міранда Матільде Ортіс Дженніфер Переха Марія Пенья Росер Тарраго | Австралія Леа Барта Джейд Аппел Ганна Баклінг Голлі Лінкольн-Сміт Ізобел Бішоп Бронвен Нокс Ровена Вебстер Гленкора Ралф Зое Арансіні Ешлі Саутерн Кісджа Гоферс Нікола Загейм Келсі Вейкфілд | Угорщина Флора Болоняй Оршоля Кашо Дора Анталь Барбара Буйка Крістіна Гарда Анна Іллеш Ріта Кетсхельї Дора Кіштелекі Каталін Менцингер Іболья Кітті Мішкольці Габріелла Суч Оршоля Такач Ілдіко Тот |